# Morcego-orelhudo-castanho
O morcego-orelhudo-castanho (Plecotus auritus) é uma espécie de morcego da família Vespertilionidae. É restrito a Europa, incluindo as ilhas Britânicas e a Sardenha.